# Японцы в Испании
Японцы в Испании — в основном менеджеры-экспатрианты, работающие в японских корпорациях, и иностранные студенты. В Испании также проживает испанцы японского происхождения, включая потомков переселенцев XVII века в Испанию, а также мигрантов из числа Никкеев в Латинской Америке. По данным Национального статистического института Испании, по состоянию на 2009 год в стране проживало 4 898 японских граждан. Позднее министерство иностранных дел Японии дало другую цифру — 8 080 по состоянию на 2015 год.

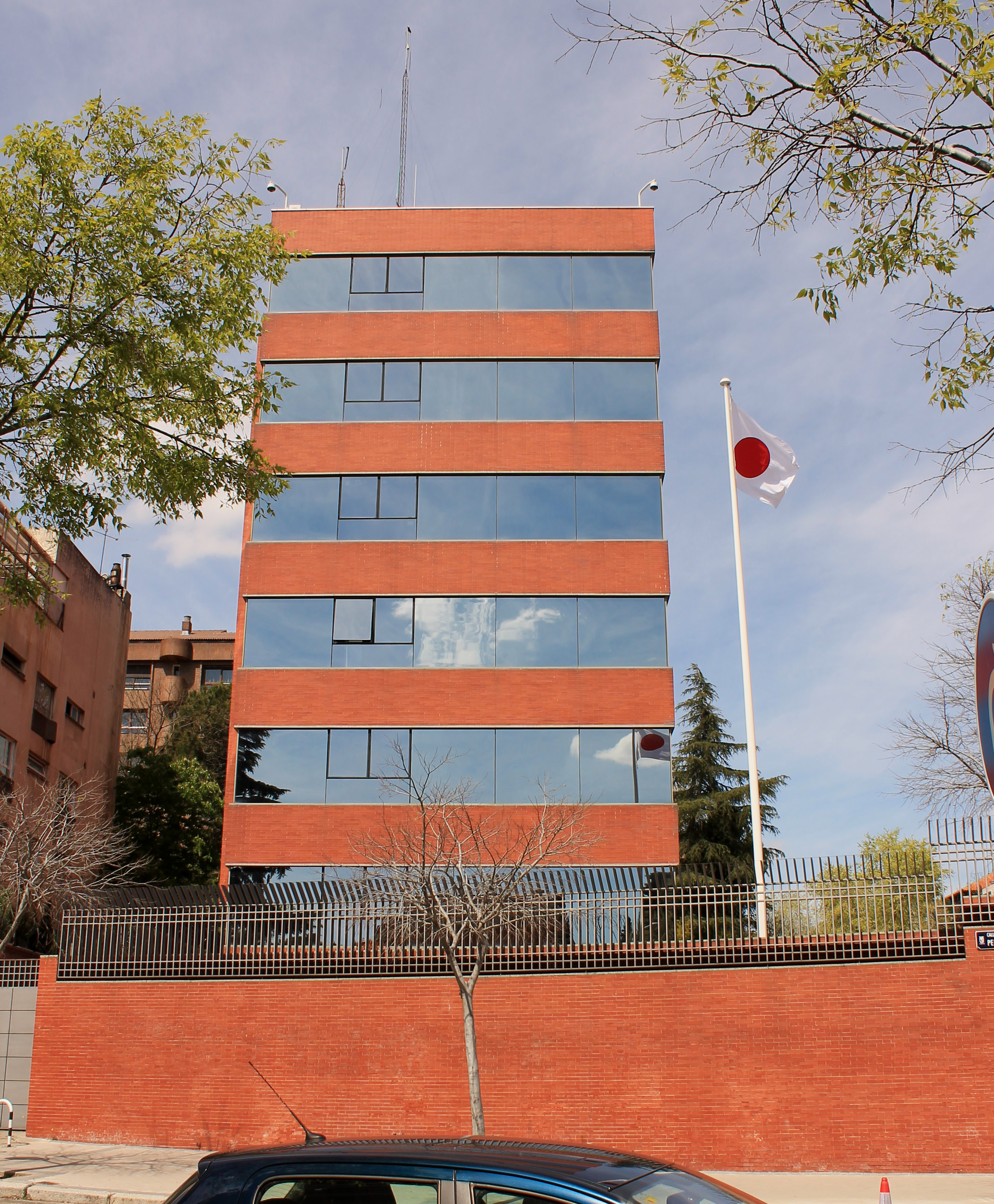
Посольство Японии в Мадриде

## История

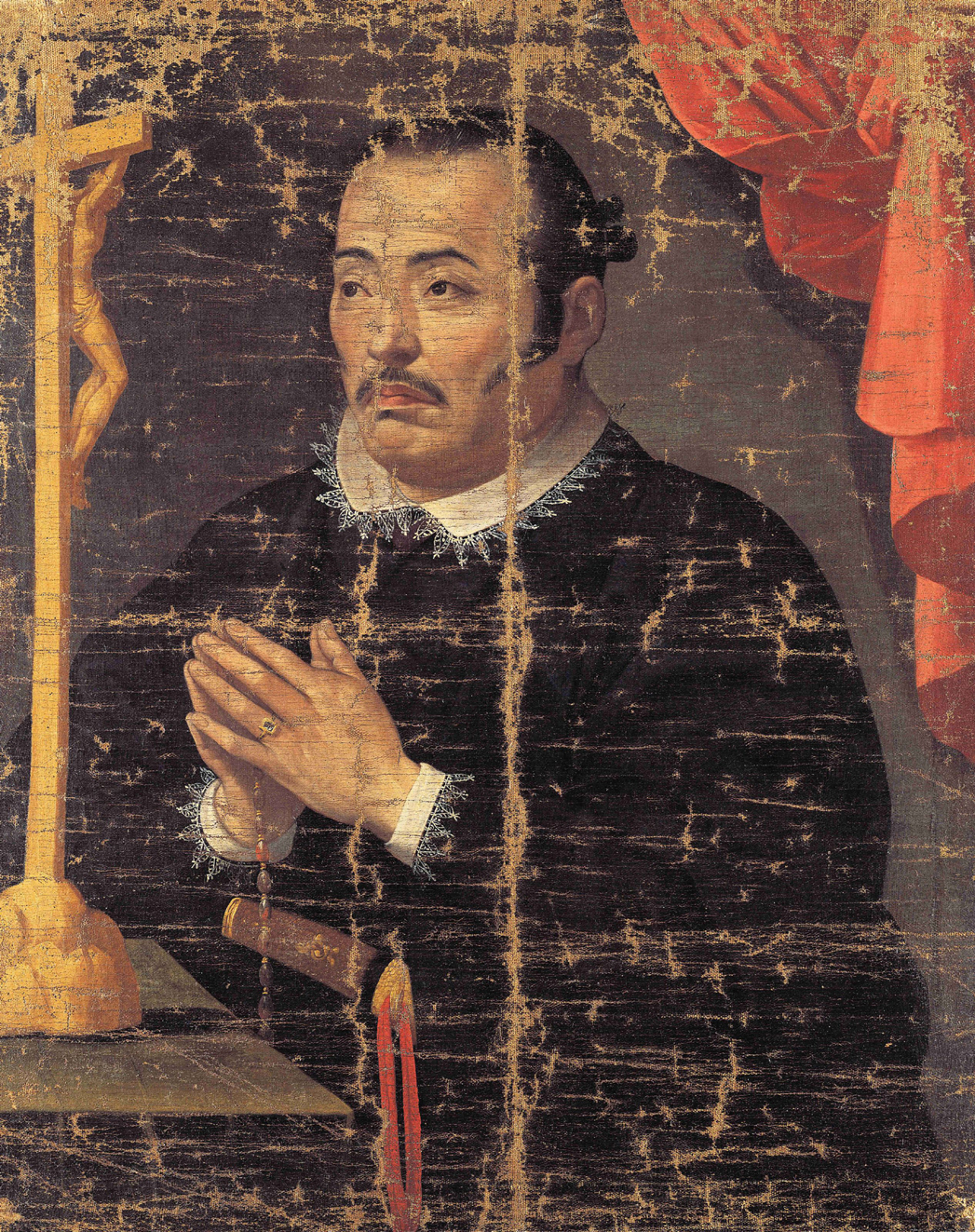
Хасэкура Цунэнага в молитве после обращения в христианство в Мадриде в 1615 году

Первыми японцами, поселившимися в Испании, стали члены посольства, возглавляемого Хасэкура Цунэнагой. Вместо того, чтобы вернуться в Японию в 1617 году, шесть самураев остались в Кория-дель-Рио, недалеко от Севильи. Фамилия Japón (по-испански «Япония») сохранилась примерно у 700 жителей Кориа-дель-Рио, которые считаются потомками членов делегации Хасекуры Цунэнаги.
Первым японским предприятием, основанным в Испании, была компания Sanyo (1969 год). С тех пор Каталония стала главной точкой японского бизнеса в Испании.
В 1970—1980-х годах в Испании поселились Никкеи — люди японского происхождения из различных стран Латинской Америки, спасаясь от финансовых кризисов или политического угнетения в своих странах. С 1970-х годов многие японцы также приехали в Испанию в качестве бизнесменов и студентов.[8] В 1966 году в Испании проживало всего около 280 японских граждан, но к 1993 году их число выросло до 2824 человек.

## Демография
По состоянию на 2001 год, в Испании проживало 5167 японских поданных, из них 1189 — в Барселоне и 87 — в остальной части Каталонии. Большинство проживающих в Каталонии — сотрудники японских компаний.
В районе Мадрида проживает примерно 2 000 человек японского происхождения, большинство из них работают на японские фирмы.
Пиковая численность японского населения в Лас-Пальмас-де-Гран-Канарии, зарегистрированная в японском консульстве, составила 365 человек в 1977 году.

## Компании
Барселонский суйокай — это ассоциация японских компаний, действующая в Барселоне. Она проводит фестиваль японского нового года. В 2004 году в ассоциацию входило 57 компаний.
В Барселоне также есть клуб го, клуб хайку, ассоциация преподавателей японского языка, ассоциация выпускников японских школ, гольф-клуб и испано-японская ассоциация.
Помимо японского консульства, в Лас-Пальмасе существовал Японский дом (Casa de Japan, 日本船員保険福祉会館, Nihon Sen’in Hoken Fukushi Kaikan) и японская ассоциация. Дом Casa открылся в 1967 году в Монте-Лентискале. Его пристройка была открыта в октябре 1973 года. Главное здание закрылось в июне 1981 года, а пристройка — в декабре 1985 года.

## Здравоохранение
С 1971 по 1981 год в госпитале Королевы Виктории и Санта-Каталины в Лас-Пальмасе были направлены японские медсестры для оказания помощи японским морякам.

## Образование

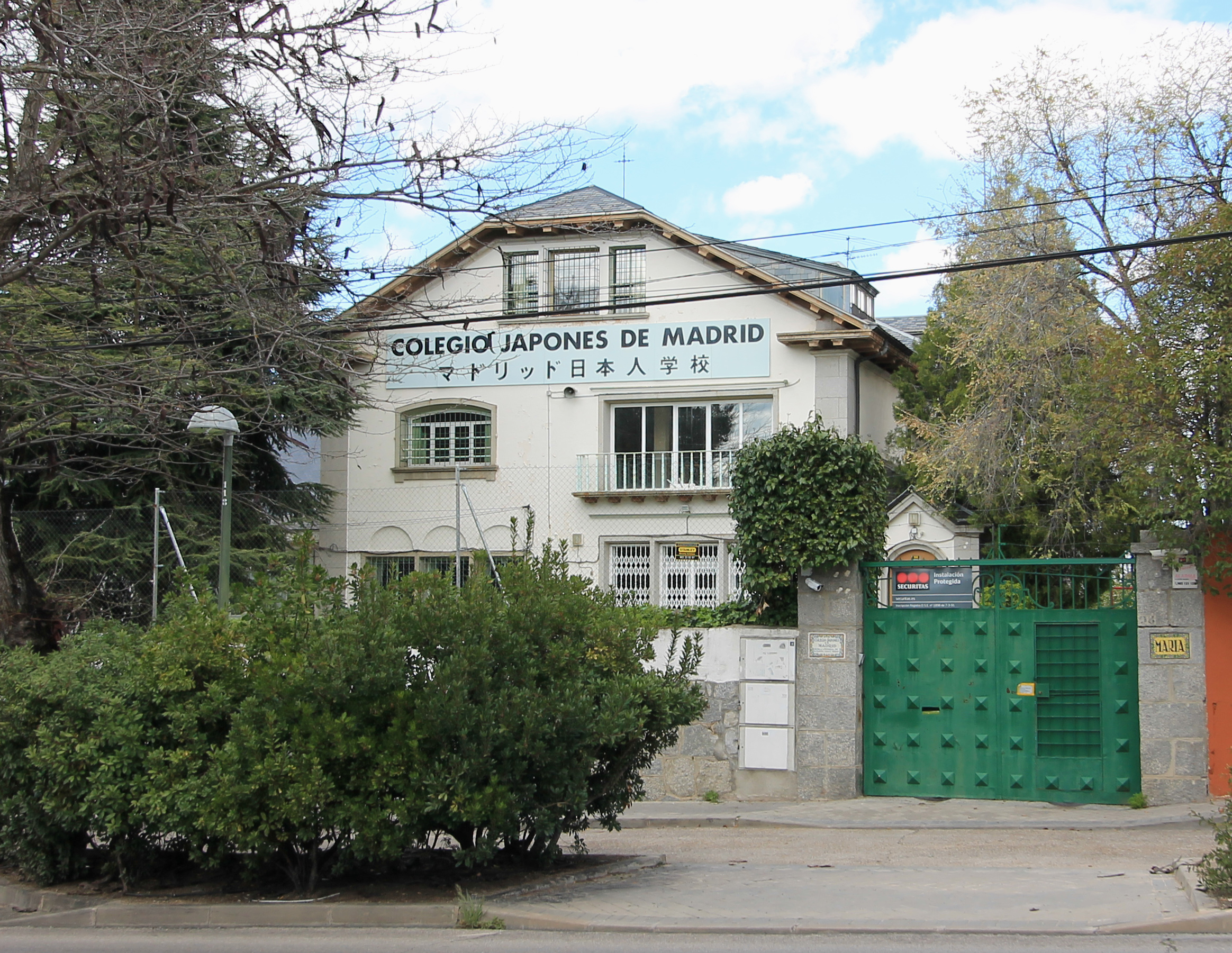
Японский колледж в Мадриде

В Испании есть две японские международные школы: Японская школа в Барселоне и Японский колледж в Мадриде. В Барселоне и Мадриде также существуют программы обучения японскому языку по выходным.
Раньше существовала японская школа в Лас-Пальмасе (ラス・パルマス日本人学校, Rasu Parumasu Nihonjin Gakkō). Она открылась в октябре 1973 года и была расположена в Тафира Баха. Школа стала первой японской школой в Испании и третьей по возрасту в Европе. Она закрылась в марте 2001 года.
В Эшампле (г. Барселона) есть японская библиотека, открытая в 1992 году. Большинство посетителей — японцы, хотя местные жители также могут пользоваться услугами библиотеки. Библиотека расположена внутри квартиры.

## Знаменитые люди
- Киёси Уэмацу — дзюдоист
- Кэндзи Уэмацу — дзюдоист
- Ю Сирота — актёр театра и кино
- Давид Сильва — футболист, полузащитник баскского клуба «Реал Сосьедад» и экс-игрок национальной сборной Испании.
- Педро Симосе — поэт, журналист
- Раито — музыкант, продюсер